# Coverband
Een coverband is een muziekgroep bestaande uit een aantal artiesten/muzikanten die gezamenlijk nummers ten gehore brengen die door andere artiesten geschreven en/of gespeeld zijn, oftewel covers. Het repertoire van een coverband bestaat dus hoofdzakelijk uit stukken die eerder door andere artiesten of bands uitgebracht zijn.
Coverbands zijn veelal op te delen in verschillende muziekstromen, zoals rock, funk, blues, klassiek, top 100, tributebands of all-round coverbands.
In Nederland zijn er duizenden coverbands die optreden op festivals, in kroegen, concertzalen, op bruiloften of andere feesten. Bekende artiesten met eigen muziek zijn vaak te duur om voor zoiets in te huren. Daarnaast trekken bands die bekende nummers ten gehore brengen veel meer publiek dan onbekende bands met eigen repertoire.